# Catharina Felicia van Rees
Catharina Felicia van Rees, qui adopta le pseudonyme de Celéstine, née à Zutphen le 22 août 1831 et décédée à Velp le 28 mars 1915 , est une écrivaine, compositrice et militante féministe.

## Biographie

### 1831-1869
Fille de Richardus van Rees, inspecteur des impôts (ou notaire ?) et de Constantia Wilhelmina Piper, Catharina van Rees était la cadette d'une famille nombreuse mais prospère qui eut huit autres enfants — trois filles et cinq garçons — avant que le père mourût alors qu'elle n'avait que sept ans, après quoi un frère de sa mère, resté célibataire, prit soin de la famille. Sans doute, il s’occupait aussi de l'éducation de Van Rees qui avait amplement l'occasion de développer son talent musical.
Comme elle le décrira plus tard, sa « véritable vocation » était, dès sa plus tendre enfance, la musique. Dès qu’elle eut atteint l’âge de cinq ans, elle composa des morceaux pour piano, et dès l'âge de dix-huit ans, elle joua ses propres compositions. Vers 1855, une représentation réussie devint décisive pour le reste de sa vie : à Utrecht, un Opéra Comique de sa main, intitulé Les Débutants, fut porté à la scène devant une audience privée. Sur le conseil de sa mère, qui crut qu'une carrière dans la musique était au-dessous de ses moyens, elle rejeta l'offre d'aller à Paris avec cet opéra dans le but d’y recevoir une formation. Van Rees, s’étant d'abord montrée déçue, se déclara ensuite soulagée de ce choix, car, de la musique, elle jouissait maintenant « tout ce qu'elle avait de bon » sans subir l'expérience douloureuse de tout ce qu’elle implique en tant que gagne-pain ou profession.
De 1862 jusqu'en 1867, Van Rees vécut avec la philanthrope et réformatrice sociale, Jeanne Merkus, près d'Arnhem. Si, déjà, il ne seyait pas à une femme de bonne famille de chercher un emploi rémunéré, il s'avérera encore plus difficile pour la célibataire Van Rees de se manifester en tant que compositrice indépendante. Les restrictions subies au cours de sa carrière musicale contribuèrent sans doute, à partir des années 1860, à sa prise de position en tant qu'ardente défenseuse de l'expansion des possibilités éducatives et professionnelles des femmes. Van Rees ne chercha plus son gagne-pain dans le domaine de la musique mais dans l'écriture où, dès le début, elle remit en cause la position subalterne des femmes. La plus ancienne publication de Van Rees - qui écrira jusqu'en 1870 sous le pseudonyme de Celéstine - date vraisemblablement de 1860. En réponse à une série d'articles de la plume du Censor (Le Censeur), traitant de l'émancipation de la femme et parus dans De Tijdspiegel (Le Miroir du Temps), elle demanda dans la « lettre d'une femme émancipée au censeur » une attention particulière pour le problème des femmes célibataires. Van Rees, qui voyait leur nombre s'accroître chaque année, souligne que la connaissance est une condition préalable pour créer un avenir meilleur : « […] continuera-t-on à contester le droit des célibataires de se créer un autre environnement de travail, plus approprié aux besoins de leur esprit et qui les rendraient plus utiles à eux-mêmes et à autrui ? »  Après cette lettre ouverte suivirent bientôt plusieurs récits de fiction dans De Tijdspiegel et Nederland (Les Pays-Bas). Bientôt aussi, les premières œuvres littéraires de Catharina virent le jour : Twee Novellen (Deux Nouvelles, 1861), Zuster Catchinka (Sœur Catchinka, 1861) et Rob's moeder (La Mère de Robert, 1868).

### 1870-1889
En 1870, de nouveau Van Rees prit position dans le débat sur l’émancipation de la femme dans son pamphlet sous forme de lettre ouverte aux compatriotes féminines. Plaida-t-elle d'abord pour un meilleur développement des femmes en général, maintenant elle présenta des propositions concrètes : on devait créer plus d'écoles de filles dans l’enseignement secondaire aux Pays-Bas, à l'instar de ce qui se faisait en France et en Allemagne. Elle mentionna notamment les initiatives de son bon ami et éditeur de De Tijdspiegel, Jan Pieter de Keyser qui, en 1860, avait fondé une école publique, pépinière d'institutrices, à Arnhem.

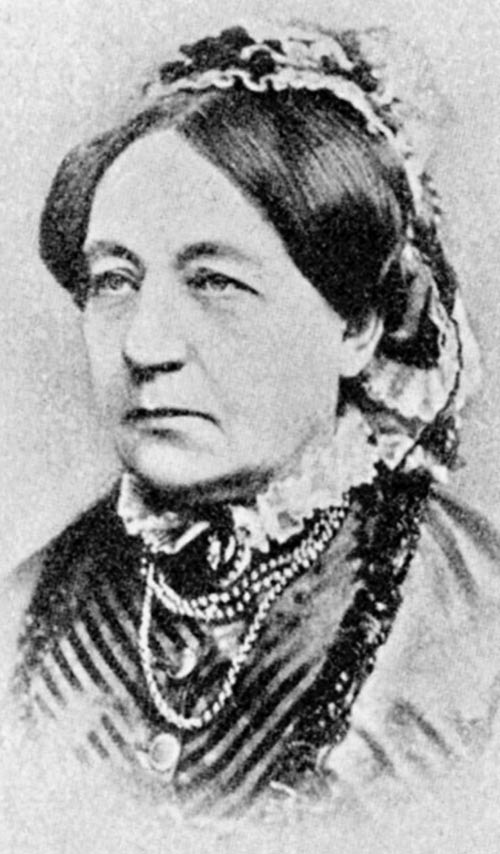
Louise Otto-Peters, présidente de l’Allgemeine Deutsche Frauenverein, avec qui Van Rees entretenait des contacts

Lors de la publication du pamphlet et déjà depuis 1869, Van Rees vivait en Allemagne, où le coût de la vie des gens de sa condition fut beaucoup moins élevé à cette époque. De Bonn, où elle habitait, elle poursuivit incessamment ses activités d’écrivaine et de militante. Elle entretenait des contacts avec la féministe Louise Otto-Peters, présidente de l’Allgemeine Deutsche Frauenverein, et elle collaborait au périodique de cette association féminine, Neue Bahnen. De plus, Van Rees contribuait régulièrement à la revue émancipatrice de femmes Onze Roeping (Notre Vocation, 1870-1873), dirigée par Betsy Perk, au sein de laquelle elle se distingua comme critique et reportrice de Bonn. Sa contribution majeure est une série en quatre parties sur le thème de la femme dans l'histoire allemande, qu'elle entame par un vibrant plaidoyer pour l’écriture de l’histoire de la femme : « Jusqu'à présent, les historiens jugent peu dignes de leur attention la femme. Pourtant, elle aussi a participé au développement de l'art et de la science, apportant des pierres pour la construction du temple de la gloire, sur lequel s’élève notre ère. »  Toutes les femmes ayant joué un rôle d’importance dans la vie culturelle et sociale allemande, de l'Antiquité au début de son propre temps, passent en revue.
En outre, Van Rees écrivit, vers la même époque, deux volumes de souvenirs de voyages à Nice, à Gênes, à Rome, à Naples, à Capri, à Pompéi, à Florence et à Venise, publiés en 1872 sous le titre Herinneringen aan het Zuiden (Souvenirs du Sud), dans lesquels elle traite des monuments et de la nature, ainsi que d’affaires de cœur lorsqu’elle introduit une femme déchue comme héroïne de l’histoire.
Après la cessation de la publication du magazine Onze Roeping, Van Rees collabora à un autre magazine de femmes, Ons Streven (Notre Objectif, 1870-1878), mais son engagement se limita à une série et à un article critique sur le mouvement spiritiste en Grande-Bretagne. De préférence, Van Rees se serait vue à la tête d'un nouveau « journal de la femme », en collaboration avec Jan Pieter De Keyser et avec l'aide de quelques « écrivaines courageuses ». Cette ambition ne fut pas satisfaite mais, en 1877, on chargea Van Rees, depuis revenue aux Pays-Bas, à savoir à Apeldoorn, d’un grand projet : la maison d’édition Bohn s'adressa à elle dans le but de l’engager comme rédactrice d’une nouvelle Bibliothèque des écrivaines néerlandaises. On publia dans la série des travaux d’Elise van Calcar, de Virginie Loveling, de Maria Carolina, de Frank, de Jacoba van Westrheene et de Van Rees elle-même. Cependant, après deux années, la qualité des manuscrits soumis laissant à désirer et la série tournant en perte, celle-ci fut arrêtée.

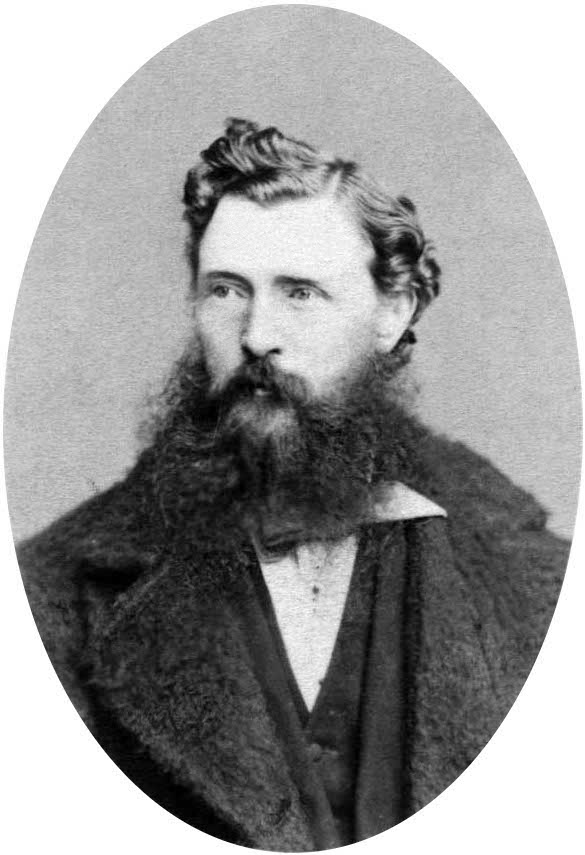
Thomas François Burgers, 4e président de la république sud-africaine du Transvaal, et vieille connaissance de Van Rees

Bien que l'écriture demeurât son activité principale dans les années 1870, Van Rees continuera à être très occupée en tant que compositrice. Pour la seule période se terminant en 1874, au moins trente compositions sortirent des presses, en grande partie écrites pour le piano avec ou sans voix, dont Gondellied de 1863, Andante en Allegro de 1866, Fantaisie brillante et Rêverie. Van Rees acquit une plus grande renommée par l'hymne national du Transvaal, alors en néerlandais et non en afrikaans, qu’elle écrivit en 1875 à la demande de Thomas François Burgers, de 1871 à 1876 président de la république sud-africaine du Transvaal. Ce dernier avait rencontré Van Rees lors de ses études de théologie à Utrecht (1853-1858) ; aussi avait-il joué de la flûte dans l’opéra Les Débutants de la jeune compositrice. Lors d'un voyage à travers l'Europe, entrepris à des fins diplomatiques, il lui rendit deux visites éclair à Bonn : la première fois pour lui demander d'écrire un hymne ; la seconde, un mois plus tard, pour venir le chercher. Cependant, à leur grande déception, par décision du Conseil populaire de 1876 une autre chanson fut proclamée hymne national du Transvaal. Quoi qu’il en soit, l'hymne de la République sud-africaine fut créé le 7 janvier 1876 à Arnhem. Mais même si la chanson de Van Rees connut de nombreuses réimpressions, toute l'affaire s'avéra une grosse déception, car sa composition fut attribuée à tort au célèbre musicien Richard Hol, ce qui fit que Van Rees se sentait rejetée par la presse néerlandaise. Avec amertume elle nota : « L'hymne national du Transvaal m'a causé tant de douleur, en raison de la cupidité, la jalousie et l'indifférence hollandaise, que je regrette de l'avoir fait,. »
Ce ne fut pas là le seul contretemps que Van Rees éprouvât : dans le domaine des lettres, elle fut de plus en plus déçue par l'accueil largement négatif de ses romans. On lui reprocha surtout une déformation des faits historiques et un langage excessivement guindé. Le mécontentement de Van Rees se dirigea avant tout contre les « seigneurs de la création » qui ne voulaient pas comprendre la véritable portée de son œuvre.
Après que M. Leopold eut émis une critique dévastatrice sur ses Nouvelles musicales ou Muzikale novellen de 1876, Van Rees, prenant les choses en main, prit contact avec sa bonne amie Elise van Calcar pour discuter de son roman De familie Mixpicle de 1877 : « Je voudrais, un jour, recevoir la critique d’une femme. Ces hommes parlent librement de notre éducation et sont en général complètement à côté de la plaque. »  En effet : peu après, une critique élogieuse de Van Calcar parut dans De Tijdspiegel ; ceci ne signifiait toutefois pas que les temps avaient changé. La plus forte critique que Van Rees eût à endurer venait de Lodewijk van Deyssel qui, après la seconde impression en 1887 de son roman historique Een koningin zonder kroon (Une Reine sans couronne) de 1873, lui cloua le bec dans De Nieuwe Gids,, commentant à la fois le style d'écriture « dramatique » et « élevé » et les états d’âme trop nobles des personnages.
Pendant ce temps, les activités publicitaires de Van Rees souffraient peu des critiques négatives. Pour elle, les années les plus productives se situaient entre 1880 et 1893. Durant cette période, elle publia au moins dix-neuf œuvres, la plupart d’entre elles étant des romans historiques. En outre, on publia d’elle quelques vies romancées des compositeurs Händel, Bach, Van Beethoven, Chopin et Von Weber.

### 1890-1915
Au cours des années 1890, Van Rees retourna en Allemagne, où elle s'installa à Darmstadt. Un manque d'argent ainsi que des sentiments de fierté étaient les principales raisons pour le retour au pays voisin. Ses moyens s'avérèrent insuffisants pour qu’elle pût vivre aux Pays-Bas selon les besoins de sa classe d'appartenance ;  de surcroît, elle ne voulut pas faire piètre figure devant ses proches parents riches. En 1901, elle fut encore fêtée par le mouvement féministe. Elle décida de destiner les fonds rassemblés pour cette célébration à une bonne cause en Afrique du Sud. En proie à des problèmes de santé, elle éprouvait de moins en moins le désir d'écrire, ce qui causa une réduction significative de sa productivité. Ne furent publiées d'elle, dans De Tijdspiegel, que quelques contributions occasionnelles, dont une réflexion sur les femmes aux Pays-Bas, intitulée De vrouwenbeweging in Nederland,, dans laquelle elle renvoie à l'étranger lorsqu'elle appelle à une révision des lois discriminatoires à l'égard des femmes par rapport aux hommes ; ainsi, elle exprime le désir de voir introduire le suffrage des femmes aux Pays-Bas, à l'instar de la Nouvelle-Zélande et de l'Australie-Méridionale, où la modification de la loi avait été adoptée respectivement en 1893 et en 1894. Ce souhait ne se réalisera qu'en 1919, après la mort de Van Rees, qui passa les dernières années de sa vie aux Pays-Bas, où elle mourut à l'âge de 83 ans.
Comme écrivaine et romancière, Catharina van Rees fut, dès la première heure, une des championnes du mouvement d'émancipation de la femme aux Pays-Bas. Venant moins au premier plan que des écrivaines comme Elise van Calcar et Betsy Perk, en partie à cause de son long séjour en Allemagne et peut-être aussi parce que ses ambitions réelles se situaient d'abord dans le domaine musical, elle ne le cédait toutefois en rien à elles dans son engagement, sa dureté et son intrépidité. Sa correspondance personnelle la présente comme un esprit indépendant, libéré, passionné et fier.

## Sources
- (nl) FREDERIKS, Johannes Godefridus, et Frans Josef Peter VAN DEN BRANDEN. « Rees (Catharina Felicia van) », dans : Biographisch woordenboek der Noord- en Zuidnederlandsche letterkunde, Amsterdam, Éditions L.J. Veen, 1888-1891, p. 641
- (nl) JACOBS, Ingrid. « Catharina van Rees », dans : Biografisch Woordenboek Gelderland, deel 5, Bekende en onbekende mannen en vrouwen uit de Gelderse geschiedenis, dr. J.A.E. KUYS, drs. C.A.M. GIETMAN, drs. R.M. KEMPERINK, E. PELZERS et dr. P.W. VAN WISSING (réd.), Hilversum, Verloren, 2006, p. 100-102
- (nl) JENSEN, Lotte. « Rees, Catharina Felicia van (1831-1915) », dans : Biografisch Woordenboek van Nederland, [en ligne], 2 février 2010,
- (nl) TER LAAN, Kornelis. « Rees, Catharina van », dans : Letterkundig woordenboek voor Noord en Zuid, La Haye/Jakarta, G.B. van Goor Zonen's Uitgeversmaatschappij, 1952 (2e impression), p. 429
- (nl) VAN DEYSSEL, Lodewijk. « Boekbeoordelingen », dans : De Nieuwe Gids, 4, 1888, II, p. 242-247